# Apskritis de Panevėžys
L'apskritis de Panevėžys (en lituanien : Panevėžio apskritis) est l'un des dix apskritys de Lituanie. Il est situé au nord-est du pays et sa capitale administrative est Panevėžys.
L'apskritis de Panevėžys est divisé en six municipalités :
- municipalité du district de Biržai ;
- municipalité du district de Kupiškis ;
- municipalité de Panevėžys-ville ;
- municipalité du district de Panevėžys ;
- municipalité du district de Pasvalys ;
- municipalité du district de Rokiškis.